# Fuente Obejuna
Fuente Obejuna est une ville d’Espagne, dans la province de Cordoue, communauté autonome d’Andalousie. Elle est célèbre par la révolte qui eut lieu en 1476 et qui a inspiré la pièce Fuenteovejuna de Lope de Vega.

## Géographie
Commune située à une centaine de kilomètres au nord-ouest de Cordoue.

## Administration

### Maires
- 1999-2003 : Isabel Pérez Nogales
- 2003-2007 : Agustín Martín Fernández (PSOE)
- 2007-2015 : Isabel Cabezas (PP)
- 2015-2023 : Silvia Mellado (PSOE)

## Démographie
| 1996  | 1998  | 1999  | 2000  | 2001  | 2002  | 2003  | 2004  | 2005  |
| ----- | ----- | ----- | ----- | ----- | ----- | ----- | ----- | ----- |
| 9 710 | 9 692 | 6 032 | 5 890 | 5 817 | 5 743 | 5 615 | 5 530 | 5 434 |

| 2006  | 2007  | - | - | - | - | - | - | - |
| ----- | ----- | - | - | - | - | - | - | - |
| 5 409 | 5 359 | - | - | - | - | - | - | - |

## Administration

### Jumelages
- Carbonne (France)